# 콘리스 힐
콘러스 힐(Conleth Hill, 영어 발음: /ˈkɒnləθ/, 1964년 11월 24일 ~ )은 북아일랜드의 배우이다.

## 출연 작품

### 영화
- 오피셜 시크릿 (2019) - 로저 올턴 역

### 텔레비전
- 왕좌의 게임 (2011-19) - 바리스 역